# Scrupocellaria scabra
Scrupocellaria scabra är en mossdjursart som först beskrevs av van Beneden 1848.  Scrupocellaria scabra ingår i släktet Scrupocellaria och familjen Candidae. Arten är reproducerande i Sverige. Utöver nominatformen finns också underarten S. s. paenulata.